# Jeździectwo na Letnich Igrzyskach Olimpijskich 2012
Jeździectwo na Letnich Igrzyskach Olimpijskich 2012 rozegrane zostało między 27 lipca a 9 sierpnia 2012 w Greenwich Park. W turnieju olimpijskim wystąpiło 200 zawodników w sześciu konkurencjach.

## Medaliści
| Konkurencja              | Złoto                                                                                  | Rezultat | Srebro                                                                                         | Rezultat | Brąz | Rezultat |
| Skoki indywidualnie      | Steve Guerdat                                                                          | 0        | Gerco Schröder                                                                                 | 1 + 0    | Cian O’Connor                                                                                             | 1 + 4    |
| Skoki drużynowe          | Wielka Brytania · Scott Brash · Peter Charles · Ben Maher · Nick Skelton               | 8 + 0    | Holandia · Marc Houtzager · Gerco Schröder · Maikel van der Vleuten · Jur Vrieling             | 8 + 4    | Arabia Saudyjska · Ramzy Al Duhami · Kamal Bahamdan · Abdullah Waleed Sharbatly · Książę Abdullah Al Saud | 14       |
| Ujeżdżenie indywidualnie | Charlotte Dujardin                                                                     | 90.089   | Adelinde Cornelissen                                                                           | 88.196   | Laura Bechtolscheimer                                                                                     | 84.339   |
| Ujeżdżenie drużynowe     | Wielka Brytania · Carl Hester · Laura Bechtolsheimer · Charlotte Dujardin              | 79.979   | Niemcy · Dorothee Schneider · Kristina Sprehe · Helen Langehanenberg                           | 78.216   | Holandia · Anky van Grunsven · Edward Gal · Adelinde Cornelissen                                          | 77.124   |
| WKKW indywidualnie       | Michael Jung                                                                           | 40.60    | Sara Algotsson Ostholt                                                                         | 43.30    | Sandra Auffarth                                                                                           | 44.80    |
| WKKW drużynowe           | Niemcy · Peter Thomsen · Dirk Schrade · Ingrid Klimke · Sandra Auffarth · Michael Jung | 119.10   | Wielka Brytania · Nicola Wilson · Mary King · Zara Phillips · Kristina Cook · William Fox-Pitt | 127.00   | Nowa Zelandia · Jonelle Richards · Jonathan Paget · Caroline Powell · Andrew Nicholson · Mark Todd        | 128.20   |

## Tabela medalowa
| Miejsce | Państwo          | Złoto | Srebro | Brąz | Razem |
| ------- | ---------------- | ----- | ------ | ---- | ----- |
| 1       | Wielka Brytania  | 3     | 1      | 1    | 5     |
| 2       | Niemcy           | 2     | 1      | 1    | 4     |
| 3       | Szwajcaria       | 1     | 0      | 0    | 1     |
| 4       | Holandia         | 0     | 3      | 1    | 4     |
| 5       | Szwecja          | 0     | 1      | 0    | 1     |
| 6       | Nowa Zelandia    | 0     | 0      | 1    | 1     |
| 6       | Arabia Saudyjska | 0     | 0      | 1    | 1     |
| 6       | Irlandia         | 0     | 0      | 1    | 1     |
|         | Razem            | 6     | 6      | 6    | 18    |